# ARISS

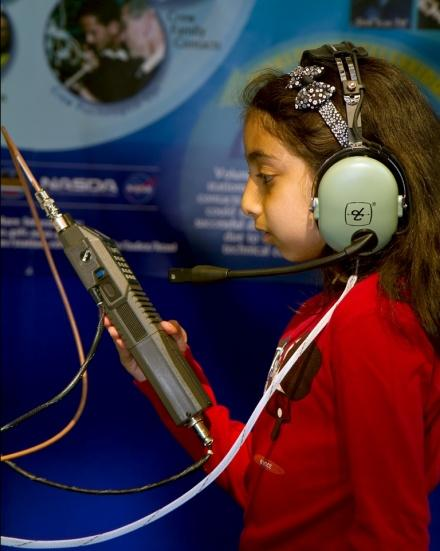
Uma estudante fala com a tripulação da Estação Espacial Internacional usando um equipamento de radioamadorismo, disponibilizado gratuitamente pelos voluntários do programa ARISS.

ARISS é a sigla de Amateur Radio on the International Space Station, uma atividade realizada por radioamadores, estudantes e tripulantes da Estação Espacial Internacional (ISS) que possuem uma licença de radioamador.
O programa era anteriormente chamado SAREX, o Space Amateur Radio Experiment, e antes disso o Shuttle Amateur Radio Experiment.
Operadores do serviço de radioamador em todo o mundo são capazes de falar diretamente com astronautas e cosmonautas por meio de suas estações de rádio fixas, portáteis ou móveis. Rádios de baixa potência e pequenas antenas podem ser usados para estabelecer essas comunicações.
Também é possível enviar sinais digitais para a estação espacial por meio de computadores ligados ao mesmo rádio e antena, semelhante a uma comunicação por e-mail, exceto que são usadas frequências de rádio em vez de conexões por linhas telefônicas ou cabos.
Em 12 de novembro de 2000, os primeiros contatos de radioamador foram feitos a partir da Estação Espacial Internacional durante a Expedição 1. Em algum momento entre 6 h 30 min e 10 h 10 min UTC, Sergei Krikalev (indicativo de chamada U5MIR), entrou em contato com a equipe ARISS na Rússia. Às 10 h 55 min UTC, Kiralev e William Shepherd (indicativo KF5GSL), operando como NA1SS, entraram em contato com o clube de radioamadores do Centro de Voos Espaciais Goddard. Alguns minutos depois, eles conversaram com o clube do Centro Espacial Johnson, W5RRR. A equipe observou no registro da missão: "A qualidade do circuito VHF foi excelente. A relação sinal-ruído e a legibilidade do equipamento de radioamador são melhores do que nossos outros circuitos de comunicação".
Em 2011, a Kenwood Electronics lançou uma campanha publicitária capitalizando o fato de que seu transceptor TM-D700A estava em uso na ISS.
Um exemplo de comunicação digital com a estação foi um canal no YouTube conhecido pelo nome de "Receitas Retrô", mas em vez de usar um laptop, foi usado um Commodore 64 junto com um modem e um terminal. O experimento foi bem-sucedido e a estação espacial internacional chegou a transmitir a mensagem de volta à Terra.
Muitos dos tripulantes da estação espacial também são operadores do serviço de radioamador. Após seu dia de trabalho padrão (com base no horário UTC), eles podem usar seu tempo livre noturno para se comunicar com a família e outras pessoas por meio dos transceptores do serviço de radioamador. O membro da tripulação Kjell N. Lindgren conversou com um jovem operador no Reino Unido durante o verão de 2022 e depois eles trocaram fotos e cartões. Os membros das tripulações da Expedição 69 e da Expedição 70 da ISS, bem como do Axioma 1 e do Axioma 2, fizeram contatos recentes com escolas via equipamentos de radioamador.

## Sistema de Rádio Interoperável (IORS)
O Sistema de Rádio Interoperável (IORS) é o elemento fundamental do sistema de rádio de próxima geração ARISS na ISS. Um total de quatro unidades de voo e dez unidades totais estão sendo construídas pela equipe de hardware da ARISS. Este primeiro rádio IORS foi levado para a ISS na SpaceX CRS-20 e instalado no módulo Columbus da ISS pelo comandante da Expedição 63, Chris Cassidy, em 2 de setembro de 2020.  A ativação do sistema foi observada pela primeira vez à 1 h 2 min UTC de 2 de setembro pela estação de controle ARISS e radioamadores na Terra. A operação inicial do novo sistema de rádio começou como um repetidor de banda cruzada FM.
Uma segunda unidade de voo foi lançada em um voo de carga em 2020 para instalação no módulo de serviço russo.  Desde 2022, a ARISS usa rádios IORS no módulo Columbus e no módulo de serviço. O rádio no módulo Columbus normalmente funciona como um repetidor de voz crossband quando não está sendo usado para contatos com alunos. O rádio IORS do módulo de serviço normalmente é usado para operações de rádio pacote, como atividades do Sistema de Relatório Automático de Pacotes ou eventos de televisão de varredura lenta (SSTV). O IORS consiste em um transceptor JVC Kenwood D710GA modificado, uma fonte de alimentação multitensão desenvolvida pela AMSAT e cabos de interconexão.
O IORS tem um rádio de maior potência, um repetidor de voz aprimorado, recursos atualizados de rádio pacote digital (APRS) e recursos de televisão de varredura lenta (SSTV) para os segmentos dos Estados Unidos e da Rússia.